# شرابة الحرير شمشادية الأوراق
شرابة الحرير شمشادية الأوراق (الاسم العلمي:Garrya buxifolia) هي نوع من النباتات يتبع جنس شرابة الحرير من فصيلة شرابات الحرير.